# Anna Farkas
Anna Farkas, coniugata Csorvásiné (Szőny, 12 aprile 1964), è un'ex cestista ungherese.

## Carriera
Con l'Ungheria ha disputato i Campionati del mondo del 1986 e due edizioni dei Campionati europei (1985, 1989).